# Morten Hjulmand
Morten Hjulmand (25 juni 1999) is een Deens voetballer die doorgaans als verdedigende middenvelder speelt. Hij verruilde US Lecce in augustus 2023 voor Sporting CP. Hij debuteerde in 2023 in het Deens voetbalelftal.

## Clubcarrière
Hjulmand speelde in de jeugd van FC Kopenhagen, maar tekende in mei 2018 zijn eerste profcontract bij Admira Wacker. Hij maakte op 20 juli 2018 zijn debuut in de Oostenrijkse beker in een met 1–0 verloren wedstrijd bij Neusiedl am See. Hij debuteerde zes dagen later ook in de (kwalificatiefase van de) Europa League, tegen CSKA Sofia. Hjulmand verving na rust Daniel Toth, maar kon een 3–0 nederlaag ook niet voorkomen. Weer drie dagen later debuteerde hij in de Bundesliga. Hij kwam in de eerste speelronde van het seizoen twaalf minuten voor tijd in het veld in voor Toth. Admira Wacker verloor die dag met 0–3 van Rapid Wien. Hjulmand groeide binnen een maand uit tot vaste basisspeler binnen zijn team en bleef dat 2,5 seizoen lang.
Hjulmand verruilde Admira Wacker in januari 2201 voor US Lecce, op dat moment actief in de Serie B. Ook hier ging hij meteen tot het basisteam behoren. Na 21 wedstrijden in zijn eerste halfjaar speelde hij in 2021/22 op-een-na alle speelrondes voor zijn team. Lecce en hij sleepten dat jaar op de laatste speeldag het kampioenschap binnen. Hjulmand bleef daarna ook in zijn eerste seizoen in de Serie A een vaste basisspeler.
Hjulmand tekende in augustus 2023 voor vijf jaar bij Sporting CP. Dat betaalde 18 miljoen euro voor hem aan Lecce.

## Interlandcarrière
Hjulmand maakte deel uit van alle Deense nationale jeugdselecties vanaf Denemarken –18. Hij nam met Denemarken –21 deel aan het EK –21 van 2021. Hjulmand debuteerde op 7 september 2023 in het eerste elftal van Denemarken, als vervanger van Mathias Jensen in het EK-kwalificatieduel tegen San Marino (4–0). Hij werd op 30 mei 2024 door Kasper Hjulmand opgenomen in de Deense selectie voor het EK 2024 in Duitsland. Denemarken speelde in de groepsfase gelijk tegen Slovenië, Engeland en Servië, waarna het in de achtste finales werd uitgeschakeld door gastland Duitsland (2–0). Hjulmand kwam vanwege een schorsing enkel tegen Duitsland niet in actie en scoorde tegen Engeland (1–1).
1 Israel ·
2 Reis ·
3 St. Juste ·
5 Morita ·
6 Debast ·
8 Gonçalves ·
9 Gyökeres ·
10 Edwards ·
11 Santos ·
13 Kovačević ·
17 Trincão ·
19 Harder ·
20 Araújo ·
21 Catamo ·
22 Fresneda ·
23 Bragança ·
25 Inácio ·
26 Diomande ·
41 Callai ·
42 Hjulmand  ·
47 Esgaio ·
57 Quenda ·
72 Quaresma ·
Coach: Amorim
1 Schmeichel ·
2 Andersen ·
3 Vestergaard ·
4 Kjær  ·
5 Mæhle ·
6 Christensen ·
7 Jensen ·
8 Delaney ·
9 Højlund ·
10 Eriksen ·
11 Skov Olsen ·
12 Dolberg ·
13 Jørgensen ·
14 Damsgaard ·
15 Nørgaard ·
16 Hermansen ·
17 Kristiansen ·
18 Bah ·
19 Wind ·
20 Poulsen ·
21 Hjulmand ·
22 Rønnow ·
23 Højbjerg ·
24 Dreyer ·
25 Kristensen ·
26 Bruun Larsen ·
Coach: Hjulmand